# ماري لوف
ماري لوف (بالإنجليزية: Mary Love)‏ هي مغنية أمريكية، ولدت في 27 يوليو 1943 في ساكرامنتو في الولايات المتحدة، وتوفيت في 21 يونيو 2013 بسبب مرض.

## وصلات خارجية
- ماري لوف على موقع IMDb (الإنجليزية)
- ماري لوف على موقع ميوزك برينز (الإنجليزية)
- ماري لوف على موقع ميوزك برينز (الإنجليزية)
- ماري لوف على موقع أول ميوزيك (الإنجليزية)
- ماري لوف على موقع ديسكوغز (الإنجليزية)
- ماري لوف على موقع ديسكوغز (الإنجليزية)